# Fabinho (football, 1974)
Pour les articles homonymes, voir Fabinho.
Fabio Augusto Justino, plus communément appelé Fabinho est un footballeur brésilien né le 16 juin 1974.